# Sawston
Sawston – wieś w Anglii, w hrabstwie Cambridgeshire, w dystrykcie South Cambridgeshire. Leży 10 km na południe od miasta Cambridge i 72 km na północ od Londynu. W 2001 miejscowość liczyła 7150 mieszkańców.